# Chunichi Dragons
Chunichi Dragons (jap. 中日ドラゴンズ Chūnichi Doragonzu) – japoński klub baseballowy z Nagoi, występujący w zawodowej lidze Nippon Professional Baseball.
Klub powstał w 1936 roku pod nazwą Nagoya Club. W późniejszym okresie kilkakrotnie zmieniał nazwę (Sangyo Club 1944, Chubu Nippon 1946, Chubu Nippon Dragons 1947, Chunichi Dragons 1948–1950, Nagoya Dragons 1951–1953). Od 1954 występuje jako Chunichi Dragons.

## Sukcesy
- Zwycięstwa w Japan Series (2):
1954, 2007
- Zwycięstwa w Central League (9):
1954, 1974, 1982, 1988, 1999, 2004, 2006, 2010, 2011